# استفانو کاساگراندا
استفانو کاساگراندا (ایتالیایی: Stefano Casagranda؛ زادهٔ ۲۳ مارس ۱۹۷۳) دوچرخه‌سوار اهل ایتالیا است.